# Critical Realism
Critical Realism (kurz CR), englisch für „kritischer Realismus“, ist eine wissenschaftsphilosophische Metatheorie der Natur- und der Sozialwissenschaften und ein daraus resultierender wissenschaftstheoretischer Ansatz, der ab den 1970er Jahren zunächst von Roy Bhaskar entwickelt wurde und seitdem von zahlreichen anderen Vertretern in Anlehnung und kritischer Auseinandersetzung mit Bhaskars Konzepten weiterentwickelt wurde. Das zentrale Interesse des CR richtet sich auf die Wissenschaftsphilosophie und Wissenschaftstheorie der Sozialwissenschaften, wo er auch, vor allem in der englischsprachigen Diskussion, als eigener, spezifischer Ansatz diskutiert wird.
Der Critical Realism ist eine Variante des wissenschaftlichen Realismus. Zu unterscheiden ist er vom Kritischen Realismus, obgleich er mit diesem wie mit anderen realistischen Ansätzen gewisse Gemeinsamkeiten aufweist. Im deutschsprachigen Raum wird daher meist die englische Bezeichnung verwendet, wenn der in der Tradition Bhaskars stehende Ansatz thematisiert wird.

## Hintergrund
Als programmatischer Beginn des Critical Realism wird Bhaskars Doktorarbeit am Nuffield College gesehen, die 1975 unter dem Titel A Realist Theory of Science veröffentlicht wurde. Sein Doktorvater war Rom Harré.
Nach Hans Pühretmayer und Armin Puller war es Absicht Bhaskars, einen neuen wissenschaftsphilosophischen Ansatz zu entwickeln, der darstellen konnte „[…] wie Wissenschaften real handeln, wie der reale Prozess der Produktion von wissenschaftlichen Erkenntnissen abläuft.“

## Grundannahmen
Der CR formuliert insbesondere zu vier wissenschaftsphilosophischen und wissenschaftstheoretischen Problemfeldern und Fragestellungen spezifische konzeptionelle Positionen, und zwar: (Sozial-)Ontologie, Epistemologie, Methodologie und Ethik. Nach Auffassung des CR gründen alle wissenschaftlichen Tätigkeiten und Ansätze in – impliziten oder expliziten – Annahmen hinsichtlich dieser vier Bereiche, die, entsprechend Bhaskars früher Intention (s. o.), in die reale wissenschaftliche Praxis einfließen, auch wenn sie nicht expliziert und möglicherweise auch nicht reflektiert werden.

### (Sozial-)Ontologie
Die explizite Formulierung ontologischer Prämissen und die Thematisierung und Diskussion ontologischer Fragen kann als eine Besonderheit und als ein spezifischer Beitrag des CR in der (sozial-)wissenschaftlichen Diskussion angesehen werden. Denn nach Auffassung des CR geht jeder (sozial-)wissenschaftliche Ansatz notwendig von solchen ontologischen Prämissen, d. h. Annahmen über die grundlegende Beschaffenheit der (natürlichen und/oder sozialen) Welt und ihrer Phänomene aus, auch wenn diese Annahmen häufig implizit bleiben und nicht expliziert werden. Dabei entspricht das Ontologie-Verständnis des CR nicht einem "klassischen" Verständnis einer "alten" Ontologie im Sinne der antiken und mittelalterlichen – teils naiven, teils dogmatischen – Richtung, sondern Konzepten einer "neuen" und "kritischen" Ontologie, die theoretisch-konzeptionellen Analysen und Reflexionen mit empirischen Beobachtungen verbindet, wie sie sich insbesondere seit der Wende vom 19. zum 20. Jahrhundert entwickelt hat.
Systematisch lässt sich der ontologische Ansatz des CR zwischen realistischen und anti-realistischen Positionen bzw. zwischen diesen zu vermitteln suchend verorten.
Im Anschluss an Bhaskar unterscheidet der CR drei ontologische Ebenen:
1. „the real“, d. h. das „Reale“, die "Realität", das bzw. die Prozesse und Entitäten, Strukturen zwischen Prozessen und Entitäten und aus diesen Strukturen resultierende Mechanismen umfasst, die das „Aktuelle“ und „Empirische“ generieren bzw. hervorbringen,
2. „the actual“, d. h. das „Aktuelle“, das „Aktualisierte“ oder „Tatsächliche“, in dem sich etwas Wirkliches konkret, „tatsächlich“ aktualisiert und ereignet,
3. „the empirical“, d. h. das „Empirische“, also die Aspekte, die am Aktuellen oder Aktualisierten und durch dieses vermittelt direkt erfahrbar, wahrnehmbar, beobachtbar und ggf. messbar sind.[1][7]

|             | Wirkliches/Reales | Tatsächliches/Aktuelles | Empirisches/Erfahrbares |
| ----------- | ----------------- | ----------------------- | ----------------------- |
| Mechanismen | x                 |                         |                         |
| Ereignisse  | x                 | x                       |                         |
| Erfahrungen | x                 | x                       | x                       |

### Epistemologie
In epistemologischer Hinsicht nimmt der CR eine vermittelnde Stellung zwischen eher positivistischen und empiristischen und eher konstruktivistischen und post-strukturalistischen Positionen ein.

### Methodologie
In methodologischer Hinsicht tritt vor dem Hintergrund der ontologischen und epistemologischen Überlegungen der CR für eine multi-, inter-, trans- oder auch post-disziplinäre Kooperation unterschiedlicher wissenschaftlicher Disziplinen und für einen methodologischen Pluralismus ein, der theoretische und empirische Forschung und sog. „quantitative“ wie auch sog. „qualitative“ empirische Methoden und Techniken gleichermaßen berücksichtigt.

### Ethik
In ethischer Hinsicht negiert der CR die Forderung und Möglichkeit nach vollkommener Werturteilsfreiheit von (Sozial-)Wissenschaft und sieht diese als ein normativen Idealen im Sinne regulativer Ideen verpflichtetes Unterfangen an.

## Vertreter
Insbesondere britische und skandinavische Wissenschaftler haben den Critical Realism theoretisch-konzeptionell ausgearbeitet, weiter entwickelt und angewandt. Einige der bedeutendsten Vertreterinnen und Vertreter sind:
- Margaret Archer[9]
- Andrew Collier
- Berth Danermark
- Dave Elder-Vass
- Amber J. Fletcher
- Philip S. Gorski
- Bob Jessop
- Tony Lawson
- Hans Pühretmayer[6]
- Leigh Price
- Andrew Sayer
- Clive L. Spash

## Weiterführende Literatur
- M. Archer, R. Bhaskar, A. Collier, T. Lawson, A. Norrie: Critical Realism: Essential Readings. Routledge, London 1998.
- R. Bhaskar: A Realist Theory of Science. 2. Auflage. Verso, London 1997.
- R. Bhaskar: The Possibility of Naturalism. A Philosophical Critique of the Contemporary Human Sciences. 3. Auflage. Routledge, London 1998.
- R. Bhaskar: Dialectic: The Pulse of Freedom. Verso, London 1993.
- A. Collier: Critical Realism. An Introduction to Roy Bhaskar’s Philosophy. Verso, London 1994.
- B. Danermark, M. Ekström, L. Jakobs, J. Ch. Karlsson: Explaining Society. An Introduction to Critical Realism in the Social Sciences. (Critical Realism: Interventions), Routledge, Abingdon 2002.
- J. Frauley (Hrsg.), F. Pearce (Hrsg.): Critical Realism and the Social Sciences. University of Toronto Press, Toronto/Buffalo 2007.
- J. Lopez, G. Potter: After Postmodernism: An Introduction to Critical Realism. The Athlone Press, London 2001.
- K. Maton (Hrsg.), R. Moore (Hrsg.): Social realism, knowledge and the sociology of education. Coalitions of the mind. Continuum, London 2010.
- A. Sayer: Method in Social Science. A Realist Approach. Routledge, London 1992.
- A. Sayer: Realism and Social Science. Sage, London 2000.